# Gilberto Simoni
Pour les articles homonymes, voir Simoni.
 (juillet 2010).
Si vous disposez d'ouvrages ou d'articles de référence ou si vous connaissez des sites web de qualité traitant du thème abordé ici, merci de compléter l'article en donnant les références utiles à sa vérifiabilité et en les liant à la section « Notes et références ».
Gilberto Simoni, né le 25 août 1971 à Giovo, dans la province de Trente, dans le Trentin-Haut-Adige est un coureur cycliste italien. Professionnel de 1994 à 2010, il a notamment remporté deux Tours d'Italie, en 2001 et 2003. Il a été exclu de l'édition 2002 avec l'ensemble de son équipe pour un contrôle positif à la cocaïne, pour lequel il a été blanchi quelque temps après par la fédération italienne. Bon grimpeur, il a obtenu ses meilleurs résultats dans des étapes de montagne et de haute-montagne, dont huit étapes du Tour d'Italie, une étape du Tour de France et deux étapes du Tour d'Espagne.

## Biographie

### Jeunesse et carrière amateur
Gilberto Simoni est née à Palù di Giovo, dans la province du Trentin en Italie. Il commence à courir en amateur avec comme objectif de remporter un jour le Tour d'Italie. Il confirme son potentiel sur les courses amateurs en 1993 en remportant coup sur coup le Baby Giro, course réservée aux amateurs de moins de 27 ans et le championnat d'Italie sur route junior. Quelque temps après sa retraite, Simoni révèle à la Gazzetta dello Sport que le Tour d'Italie était la course qui l'a motivé à devenir professionnel : « C'est le Giro qui m'a amené au cyclisme quand j'étais enfant », dit-il, « c'était mon rêve ».

### Début de carrière professionnelle
Simoni devient coureur professionnel en 1994 avec l'équipe Jolly Componibili, mais connaît une première saison difficile. Il doit faire face aux décès de son père et de son frère aîné. L'année suivante, il participe à ses premiers Tour d'Italie et Tour de France sur lequel son équipe Aki est sélectionnée in extremis quatre jours avant le départ. Il ne finit aucune de ces courses.
Simoni gagne sa première course en 1997, une étape du Tour du Trentin, alors qu'il court pour l'équipe MG Technogym de Giancarlo Ferretti. Il finit pour la première fois le Tour de France qu'il court pour la seconde fois, après un nouvel abandon au Tour d'Italie.
La saison 1998 est une nouvelle saison décevante pour Simoni au sein de l'équipe Cantina Tollo. Après avoir terminé le Tour d'Italie pour la première fois à la 58e place, il est exclu du Tour du Portugal en août car il a un hématocrite supérieur à celui autorisé, indiquant une possible utilisation d'EPO, une substance interdite,. Il quitte brièvement le cyclisme pour devenir mécanicien du vainqueur du Tour d'Italie 1984, Francesco Moser dont il est le cousin. Il revient à la compétition en fin de saison. Il réalise sa première performance sur un grand tour en finissant 19e de son premier Tour d'Espagne.
Il commence la saison 1999 au sein de l'équipe Ballan et finit le Tour d'Italie à la troisième place au classement général. Il accède pour la première fois au podium de cette course, qu'il ne quittera plus jusqu'en 2007, à l'exception de l'édition 2002 dont il est exclu. Cette place de troisième lui revient à la suite du déclassement du leader du moment, l'Italien Marco Pantani pour cause de dopage. Ce déclassement lui vaudra les critiques de la presse car, pour certains, il n'est pas allé chercher ce podium sur la route. Il remporte ensuite une étape sur le Tour de Suisse et finit à nouveau sur le podium final.

### 2000-2006: les principaux succès
En 2000, Simoni est recruté dans une équipe de premier plan, la Lampre, dirigée par un double vainqueur du Tour d'Italie, Giuseppe Saronni. Il termine à nouveau sur le podium du Giro. Sa réputation de grimpeur se confirme lorsqu'il remporte la très difficile étape de l'Alto de l'Angliru sur le Tour d'Espagne. Il s'agit là de sa première victoire d'étape sur un grand tour. Il finit la Vuelta à la 29e place.
Simoni commence donc la saison 2001 avec de solides ambitions, notamment sur le Tour d'Italie. D'autant plus qu'il est le leader au sein de la Lampre. Il domine l'édition 2001 de la « course rose » avec une avance confortable sur l'Espagnol Abraham Olano. Il réalise enfin son rêve d'enfant en accédant à la première place du classement général. Pour asseoir sa suprématie sur ce Giro, il remporte la 21e étape, soit également sa première victoire d'étape sur cette course. Il termine la saison en remportant une victoire d'étape sur le Tour d'Espagne, la deuxième de sa carrière.
À la suite de cette saison, Simoni quitte la Lampre pour la Saeco-Longoni Sport avec comme principal objectif de défendre son titre au Giro. Vainqueur d'une étape, Simoni est alors dans la course pour remporter un deuxième titre de rang. Cependant, des traces de cocaïne sont décelées dans son sang lors d'un contrôle antidopage. Après avoir clamé son innocence, Simoni est exclu du Giro et suspendu provisoirement par la Saeco. En juillet, il est blanchi par la Fédération cycliste italienne qui estime qu'il n'a pas absorbé de cocaïne en connaissance de cause. Les traces de cocaïne proviendraient de bonbons que sa tante aurait ramenés du Pérou.
L'esprit revanchard, Simoni revient en 2003, toujours avec l'équipe Saeco entièrement dévouée à sa cause. Avec 3 victoires d'étapes et après une bataille épique face à Stefano Garzelli, vainqueur en 2000, Yaroslav Popovych et Marco Pantani, vainqueur en 1998, Simoni vient glaner son deuxième Tour d'Italie. Il s'adjuge également le maillot cyclamen du classement par points. Fort de ce succès, il décide de s'aligner pour la deuxième fois de sa carrière sur le Tour de France en juillet. Par l'intermédiaire d'interviews, il défie à maintes reprises le quadruple vainqueur du Tour, l'Américain Lance Armstrong. Il lui promet alors une dure bataille dans la haute montagne. Ses performances ne sont cependant pas aussi bonnes que sur le Giro. Il parvient tout de même à remporter une étape de montagne en devançant au sprint ses compagnons d'échappée, dont Laurent Dufaux ou Richard Virenque.
Gilberto Simoni aborde la saison 2004 avec l'objectif de remporter le Tour d'Italie pour la troisième fois. La victoire n'est pas au rendez-vous. La concurrence est alors dans sa propre équipe : le jeune Damiano Cunego remporte l'édition 2004 malgré les quatre jours en rose de Simoni. Celui-ci finit troisième du classement général et obtient une victoire d'étape. À la fin du Tour d'Italie, Damiano Cunego et Gilberto Simoni « enterrent la hache de guerre ». Ils décident de continuer dans la même équipe la saison suivante lorsque celle-ci devient la Lampre-Caffita. En juillet, Simoni participe à son troisième Tour de France. Il le finit à la 17e place soit son meilleur résultat sur la plus grande course du monde.
Simoni et Cunego se retrouvent pour l'édition 2005 du Tour d'Italie. La rivalité entre les deux coureurs est censée, d'après les déclarations de l'équipe, accroître leurs forces. Cependant, Simoni se retrouve seul face à la concurrence après la défaillance de Cunego dans les premières étapes de montagne, due à une infection virale. Simoni se voit donc offrir le leadership de l'équipe. Lors de l'ultime étape de montagne, alors en course pour la victoire finale, Gilberto Simoni réalise avec son compatriote Danilo Di Luca une performance exceptionnelle. Travaillant ensemble, les deux visent à reprendre du temps au leader, Paolo Savoldelli. Un instant virtuellement leader du général, Simoni craque sur la fin du parcours en raison de crampes, laissant également filer la victoire d'étape. À la fin du Giro, il termine deuxième du classement général. Simoni se voit proposer un contrat dans l'équipe Sony Ericsson, nouveau nom de l'ex-Fassa Bortolo dirigée par un directeur sportif qu'il connaît bien, Giancarlo Ferretti. Cependant, pour des raisons de fraude, l'équipe disparaît. En fin de saison, Gilberto Simoni finit son cinquième et dernier Tour d'Espagne à la 50e place. Il réalise cependant une belle prestation dans le Tour de Lombardie qu'il vient finir à la seconde place, soit son unique podium dans une classique de Coupe du monde. Il signe en fin de saison un contrat de deux ans pour la Saunier Duval-Prodir.
Pour répondre aux demandes de sa nouvelle équipe, Simoni participe entre les saisons 2005 et 2006 à des courses de VTT. Il réalise des résultats de premier plan puisqu'il devient champion d'Italie de VTT marathon.
Il se présente sur le Tour d'Italie 2006 avec la ferme intention d'obtenir enfin une troisième victoire. Cependant, Simoni tombe sur beaucoup plus fort en la personne d'Ivan Basso. Ce dernier écrase tant la course que Simoni l'accuse d'être un extraterrestre et de réaliser des performances inhumaines. La rivalité qui oppose les deux hommes est née d'un désaccord à la suite de la promesse que lui aurait faite Ivan Basso dans la montée vers Aprica. À 5 km du sommet, après avoir lâché l'ensemble du peloton, Simoni affirme que Basso lui a promis la victoire s'il roulait pour lui. Cependant, Basso lâche Simoni et gagne l'étape avec 77 secondes d'avance. Simoni se rétracte quelques jours plus tard et s'excuse publiquement. Il s'aligne une dernière fois sur le Tour de France qu'il termine à la 60e place.

### Fin de carrière
Il attaque la saison 2007 avec l'intention de briller sur le Giro. Mais pour la première fois depuis 1999, Simoni ne finit pas sur le podium. Il remportera sa dernière victoire d'étape sur la course italienne au sommet du prestigieux Monte Zoncolan.
Après deux très décevantes saisons, en 2008 et 2009, Gilberto Simoni décide de participer à un dernier Tour d'Italie afin de faire sa tournée d'adieux et mettre un terme à sa carrière à la fin de la course, dans le Colisée de Rome. Pour cela, il fait son retour chez la Lampre. Il finit le Giro à sa plus mauvaise place, la 69e.
En 17 ans de carrière, Gilberto Simoni a participé à 25 grands tours. Il compte 7 podiums dont deux victoires finales ainsi que 11 victoires d'étapes, obtenues sur les trois grands tours.
En 2010, il ouvre une boutique de cycles pour sa reconversion dans la ville de Giovo.

## Palmarès

### Palmarès professionnel
| - 1997 - 1re étape du Tour du Trentin - 1998 - 2e du Tour du lac Majeur - 6e du Tour de Lombardie - 1999 - 4e étape du Tour de Suisse - 2e du Tour du Trentin - 3e du Tour d'Italie - 3e du Tour de Suisse - 2000 - Tour d'Émilie - 14e étape du Tour d'Italie - 16e étape du Tour d'Espagne - 2e du championnat d'Italie sur route - 2e de la semaine lombarde - 3e du Tour d'Italie - 6e du Tour de Romandie - 2001 - Tour d'Italie : - Classement général - 20e étape - 4e étape du Tour de Romandie - 20e étape du Tour d'Espagne - Japan Cup - 2e du Tour de Suisse - 2002 - 11e étape du Tour d'Italie - 3e du Tour du Trentin - 3e du GP Llodio - 3e du Tour du Frioul - 10e du Tour d'Espagne - 2003 - Tour du Trentin - Classement général : - 2e étape - Tour des Apennins - Tour d'Italie : - Classement général - Classement par points - Classement Azzurri d'Italia - 2e, 14e et 19e étapes - 15e étape du Tour de France - G.P. SBS-Miasino-Mottarone (contre-la-montre) - 2e du Tour d'Aragon | - 2004 - 3e étape du Tour d'Italie - Tour de Vénétie - G.P. SBS-Miasino-Mottarone (contre-la-montre) - 2e du Tour du Latium - 3e du Tour d'Italie - 3e du Tour du Trentin - 2005 - 5e étape de Paris-Nice - Tour des Apennins - Tour d'Émilie - Mémorial Marco Pantani - 2e du Tour d'Italie - 2e du Tour de Lombardie - 2006 - 3e du Tour d'Italie - 2007 - 17e étape du Tour d'Italie - 4e du Tour d'Italie - 2008 - 10e du Tour d'Italie - 2009 - 3e étape du Tour du Mexique |  |

### Résultats sur les grands tours

#### Tour d'Italie
15 participations
- 1995 : abandon (13e étape)
- 1997 : abandon (13e étape)
- 1998 : 58e
- 1999 : 3e
- 2000 : 3e, vainqueur de la 14e étape

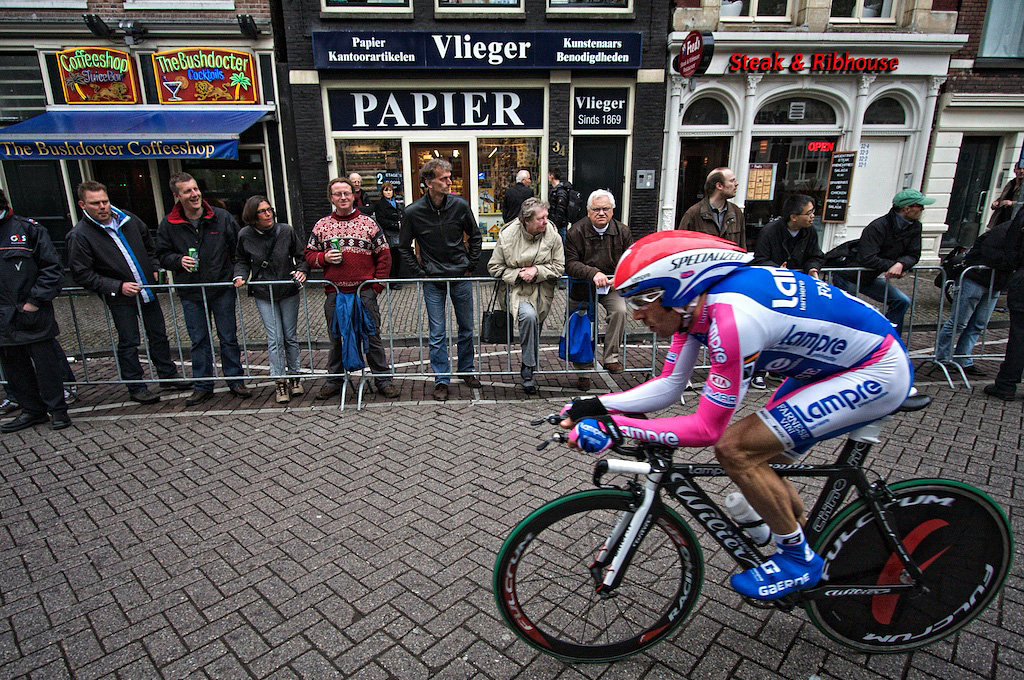
Simoni lors du prologue de son dernier Tour d'Italie en 2010.

- 2001 :  Vainqueur du classement général, vainqueur de la 20e étape,  maillot rose pendant 9 jours
- 2002 : mise hors course (12e étape), vainqueur de la 11e étape
- 2003 :  Vainqueur du classement général,  vainqueur du classement par points, vainqueur du classement Azzurri d'Italia, vainqueur des 2e, 14e et 19e étapes,  maillot rose pendant 12 jours
- 2004 : 3e, vainqueur de la 3e étape,  maillot rose pendant 4 jours
- 2005 : 2e
- 2006 : 3e
- 2007 : 4e, vainqueur de la 17e étape
- 2008 : 10e
- 2009 : 20e[9],[10]
- 2010 : 69e

#### Tour de France
5 participations
- 1995 : abandon (13e étape)
- 1997 : 116e
- 2003 : 84e, vainqueur de la 15e étape
- 2004 : 17e
- 2006 : 60e

#### Tour d'Espagne
5 participations
- 1998 : 19e
- 2000 : 29e, vainqueur de la 16e étape
- 2001 : 36e, vainqueur de la 20e étape
- 2002 : 10e
- 2005 : 50e

### Classements mondiaux
| Année                  | 2005 | 2006 | 2007 | 2008 | 2009 |
| ---------------------- | ---- | ---- | ---- | ---- | ---- |
| Classement ProTour     | 12e  | 43e  | 37e  |      |      |
| Calendrier mondial UCI |      |      |      |      | 253e |
| UCI America Tour       |      |      |      |      | 164e |
| UCI Europe Tour        |      |      |      | 959e | 471e |

## Carrière dans le VTT
Sur recommandation de son sponsor, Scott (États-Unis), Simoni a commencé à participer à des courses marathon de VTT pendant la saison 2006. Il a rapidement obtenu des résultats en gagnant notamment le championnat d'Italie de VTT-Marathon.

## Vie privée
Il a épousé la nièce de son idole, Francesco Moser.